# УАСТ Львів (Клівленд)

Емблема УАСТ Львів (Клівленд)

УАСТ «Львів» (Українсько-американське спортове товариство «Львів»; Ukrainian-American Sport Club Lviv Cleveland) — американський спортивний клуб з міста Клівленд.
Заснований українськими емігрантами 1949 року як УСТ «Орлик», а діяльність розпочав 1950 року.
Згодом, 1954 року змінено назву на УАСТ «Львів».